# ジャコモ・ディ・キリコ
ジャコモ・ディ・キリコ（Giacomo Ernesto Eduardo Di Chirico、1844年1月27日 - 1883年12月26日）はイタリアの画家である。

## 略歴
イタリア南部、現在のバジリカータ州のヴェノーザの大工の家に生まれた。ディ・キリコが3歳の時、父親が亡くなり、恵まれない子供のための学校で学び、家計を助けるために床屋で働いた。彫刻家の修行をしている兄から絵を学び、趣味で絵を描き始めた。客の肖像画が評判になり、地元の人々から注文されるようになり画家になる決心をした。ヴェノーザの町から奨学金を受け取り、ナポリ美術アカデミーに入学した。1865年からデ・ヴィーヴォ(Tommaso De Vivo)などに学び、美学者のフランチェスコ・デ・サンクティスからは文学を学んだ。
1868年から1871年の間はローマで修行してナポリに戻り、ナポリにスタジオを開いた。人物画を得意としたが、代表作の一つ『バジリカータの結婚式』はパリやウィーン、ミュンヘンで展示され、パリのグーピル商会に買い上げられた。多くの作品がグーピル紹介で展示された。
イタリア王冠勲章を受勲し、1877年にナポリ美術アカデミーの名誉教授の称号を得た。

## 作品

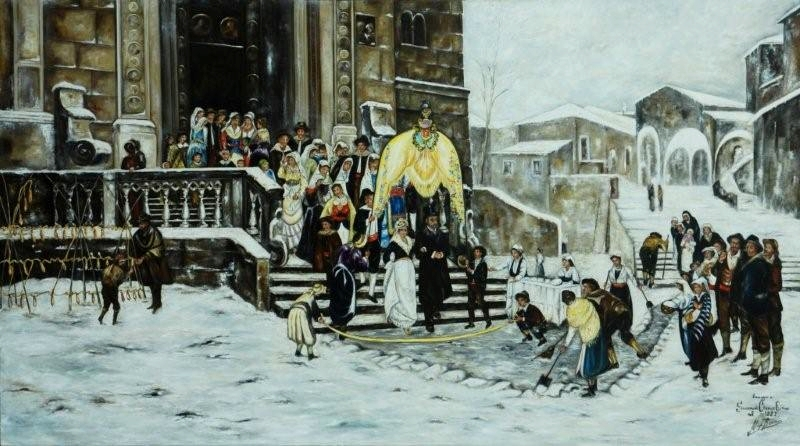
『バジリカータの結婚式』()
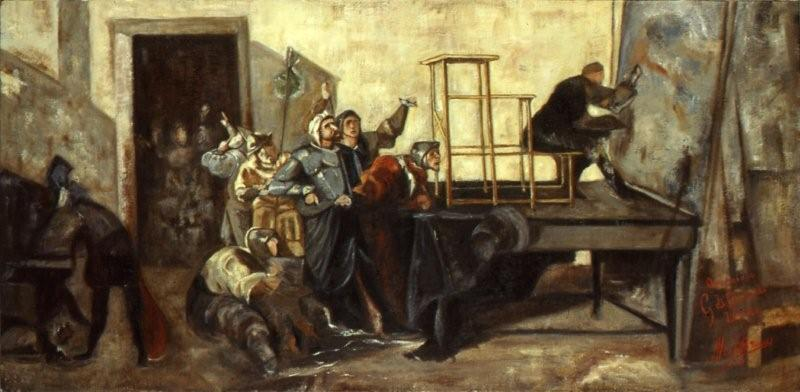
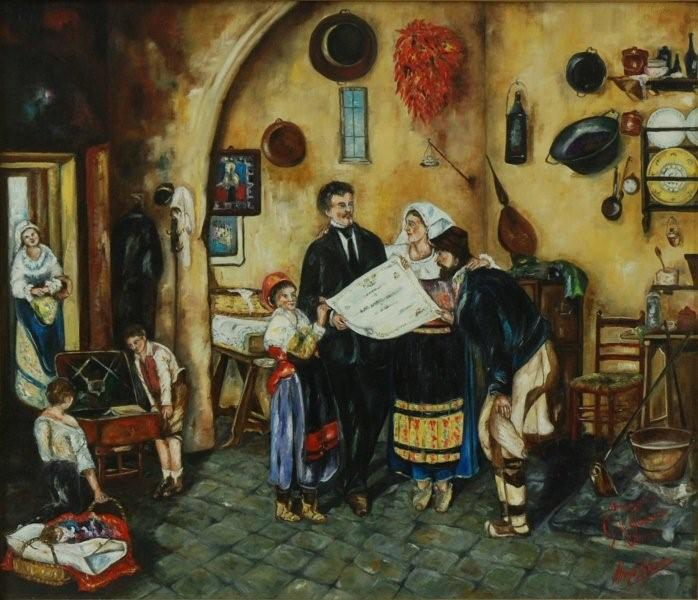

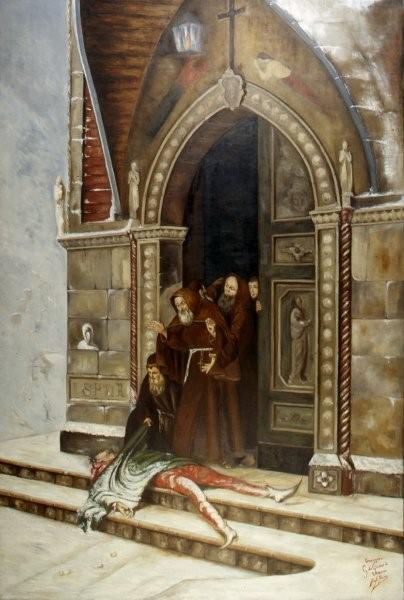
Buoso da Duera
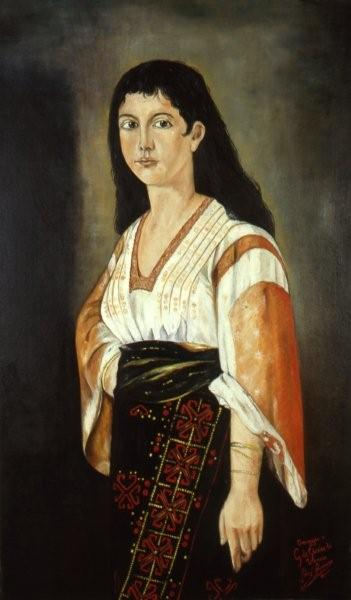
Donna lucana
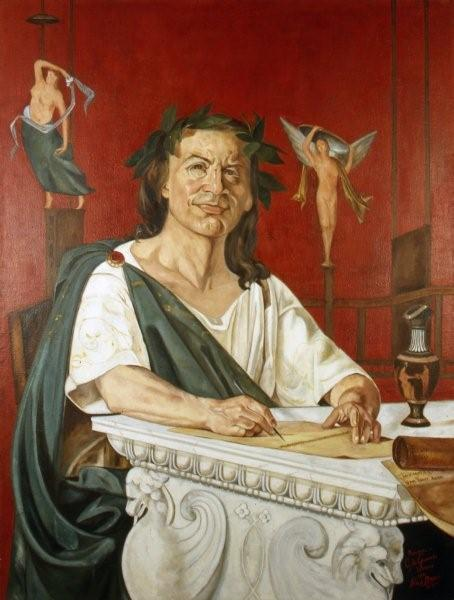
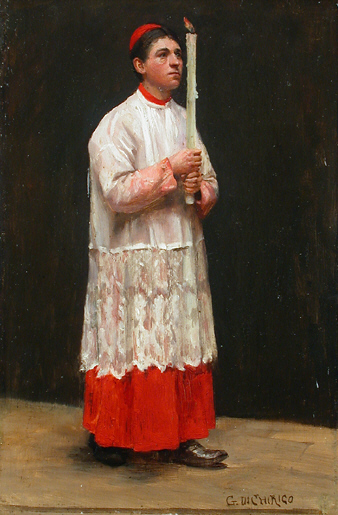